# Circuito cittadino dell'EUR
Il circuito cittadino dell'EUR è un circuito cittadino situato nel quartiere EUR di Roma.  È stato utilizzato dalle monoposto di Formula E a partire dalla stagione 2018. Il primo E-Prix di Roma si è tenuto il 14 aprile 2018.

## Tracciato
Il tracciato si compone di 21 curve per un totale di 2860 m, tra i più lunghi della stagione di Formula E.
La partenza è posizionata su via Cristoforo Colombo e il traguardo nella zona dell'obelisco di Marconi. Il circuito passa attorno al Roma Convention Center e al Palazzo dei Congressi.
Per l'edizione 2021 il circuito è stato rivisto per ridurre l'impatto dell'organizzazione del circuito sulla viabilità della zona EUR. Il circuito è diventato, con una lunghezza di 3385 m, il secondo più lungo del mondiale.

Il tracciato in uso nel 2018 e 2019
Il tracciato in uso dal 2021. Dal 2022 la partenza viene spostata nel rettilineo compreso tra le curve 3 e 4.